# Silene nevskii
Silene nevskii är en nejlikväxtart som beskrevs av Boris Konstantinovich Schischkin. Silene nevskii ingår i släktet glimmar, och familjen nejlikväxter. Inga underarter finns listade i Catalogue of Life.